# Ковач, Стефан
Стефан Ковач (босн. Stefan Kovač; родился 14 января 1999 года, Белград, СРЮ) — боснийский футболист, полузащитник клуба «Балтика».

## Клубная карьера
Ковач — воспитанник «Црвены звезды», но за родной клуб не сыграл ни одного матча, перешел в аренду в «ИМТ». В сербской Суперлиге дебютировал 24 февраля 2019 года в матче против «Вождоваца», выступая за «Чукарички». 1 мая 2019 года Ковач забил свои первые два гола на профессиональном уровне в матче против «Напредака».
30 мая 2025 года Ковач подписал пятилетний контракт с калининградской «Балтикой», выступающей в Российской премьер-лиге.